# Anantara New York Palace Budapest Hotel
El Anantara New York Palace Budapest Hotel (antes: Hotel Boscolo Budapest) es un hotel de lujo en el Gran Bulevar de Erzsébet körút parte de Budapest, en el 7º distrito de Budapest, Hungría. Construido por la Life Insurance Company de Nueva York, como sede central local, su cafetería en la planta baja fue llamada Café de Nueva York (en húngaro: Nueva York Kávéház) era un centro de toda la vida para la literatura húngara y la poesía, casi desde su apertura el 23 de octubre de 1894 a su cierre en 2001, que se debió a su reconstrucción como un hotel de lujo, como lo es ahora. El café también se reabrió el 5 de mayo de 2006 en su pompa original, al igual que todo el edificio.